# Saint-Firmin (Saona i Loara)
Saint-Firmin – miejscowość i gmina we Francji, w regionie Burgundia-Franche-Comté, w departamencie Saona i Loara.
Według danych na rok 1990 gminę zamieszkiwało 778 osób, a gęstość zaludnienia wynosiła 49 osób/km² (wśród 2044 gmin Burgundii Saint-Firmin plasuje się na 303. miejscu pod względem liczby ludności, natomiast pod względem powierzchni na miejscu 601.).